# Pere Balsells i Jofre
Pere Balsells i Jofre (Barcelona, 11 de febrer de 1928 - 10 d'agost de 2022) va ser un empresari i mecenes català.

## Biografia
Des de 1947 vivia als Estats Units, on va emigrar als 18 anys empès per la mala situació política i econòmica que es vivia a Catalunya en els anys de postguerra. Després de treballar durament durant anys, va crear l'empresa Bal Seal Engineering Inc., que fabrica productes d'alta tecnologia per a la indústria mèdica o aeroespacial, entre d'altres.
Balsells sentia una gran estimació per Catalunya. Va ser president del Casal dels Catalans de Califòrnia a Los Angeles, des de 1992 i durant més de 10 anys. A Catalunya va promoure diverses iniciatives de caràcter educatiu i cultural a la terra dels seus avantpassats, Santa Coloma de Queralt, on va finançar les obres de restauració de la capella de Sant Magí i la dotació de llibres i equipament audiovisual i informàtic per a la biblioteca pública del poble.
Dona nom als Programes Balsells de la Generalitat de Catalunya.

## Programes Balsells
Balsells va contactar amb la Generalitat de Catalunya el juny de 1995, quan va venir a Catalunya per presentar la seva iniciativa d'instituir una beca anual destinada a joves enginyers catalans i oferir-los la possibilitat d'ampliar els seus estudis a la Henry Samueli School of Engineering (HSSoE) de la University of California, Irvine (Califòrnia).
Pere Balsells havia fet una donació a la University of California, Irvine, tot creant la Balsells Fellowship Fund i volia demanar la col·laboració de la Generalitat de Catalunya per poder fer difusió de la beca i seleccionar els becaris, ja que des de Califòrnia era molt difícil poder arribar als possibles candidats.
Arran de les converses mantingudes amb l'aleshores Comissionat per a Universitats i Recerca, es va decidir establir el Programa de beques Balsells-Generalitat de Catalunya per fer estudis de postgrau a la HSSoE, cofinançat per ambdues parts, que actualment presenta diferents modalitats.
Posteriorment, Pere Balsells i la Generalitat de Catalunya van establir un nou programa a la Universitat de Colorado a Boulder, per oferir anualment tres beques per fer estudis de màster o doctorat en l'àmbit de la bioenginyeria.

## Reconeixements
- El 2002 va rebre la Medalla President Macià.
- El 2011 la Generalitat de Catalunya el va homenatjar pels 15 anys de beques d'estudi en l'àmbit de l'enginyeria.[9][10]
- El 2012 la Fundació Catalana per a la Recerca i la Innovació (FCRi) li va atorgar el Premi Nacional de Mecenatge Científic dins els Premis Nacionals de Recerca de Catalunya per ser promotor de diferents programes de beques en enginyeries.[11]
- El 2013 la Generalitat li va concedir la Creu de Sant Jordi per la seva trajectòria d'èxit als EUA i per la valuosa implicació en la formació d'universitaris catalans, sobretot mitjançant els Programes Balsells.[12][13]
- El 2015 va rebre la distinció com a Doctor Honoris Causa de les Ciències de la Universitat de Colorado a Boulder, juntament amb la seva esposa, Joan Charlotte von Bartheld Balsells –a títol pòstum–, per les seves innovacions en enginyeria i pel continu suport als estudis de graduat de la Universitat de Colorado.[14]
- El 2016 va rebre la distinció com a Doctor Honoris Causa per la Universitat de Girona[15]